# Xenerpestes
Xenerpestes – rodzaj ptaków z rodziny garncarzowatych (Furnariidae).

## Występowanie
Rodzaj obejmuje gatunki występujące w Ameryce Południowej i Centralnej.

## Morfologia
Długość ciała 11–12 cm, masa ciała 11–15 g.

## Systematyka

### Nazewnictwo
Nazwa rodzajowa jest połączeniem słów z języka greckiego: ξενος xenos oznaczające „obcy, nieznajomy” oraz ἑρπηστης herpestes oznaczające „pełzacz, coś pełzającego”.

### Podział systematyczny
Gatunkiem typowym jest Xenerpestes minlosi. Do rodzaju należą następujące gatunki:
- Xenerpestes minlosi von Berlepsch, 1886 – szarogonek dwupręgowy
- Xenerpestes singularis (Taczanowski & von Berlepsch, 1885) – szarogonek kreskowany